# Psilomelana
La psilomelana és un nom obsolet per a un grup de minerals coneguts actualment com a òxids de manganès.
Abans era considerat com un mineral de la classe dels òxids, però avui dia no està acceptada per l'Associació mineralògica Internacional com a espècie. És coneguda des de l'antiguitat i amb una àmplia distribució mundial. Rep el seu nom del grec psilos (llis) i melas (negre), en al·lusió a la seva forma i color. Sinònims poc usats són: hematita negra, leptonematita o protomelana.